# Problepsis margaritata
Problepsis margaritata là một loài bướm đêm trong họ Geometridae.